# Gonatodes superciliaris
Espèce
Statut de conservation UICN

 LC  : Préoccupation mineure
Gonatodes superciliaris est une espèce de geckos de la famille des Sphaerodactylidae.

## Répartition et habitat
Cette espèce est endémique de l'État de Bolívar au Venezuela. On la trouve sur la litière de feuille et sous les rochers dans la forêt tropicale humide de montagne.

## Publication originale
- Barrio-Amorós & Brewer-Carias, 2008 : Herpetological results of the 2002 expedition to Sarisariñama, a tepui in Venezuelan Guayana, with the description of five new species. Zootaxa, n. 1942, p. 1-68.